# Diócesis de Nikópol
La diócesis de Nikópol o de Nicópolis (en latín: Dioecesis Nicopolitana y en búlgaro: Никополска епархия) es una circunscripción eclesiástica de la Iglesia católica en Bulgaria. Se trata de una diócesis latina, inmediatamente sujeta a la Santa Sede. Desde el 20 de enero de 2021 su obispo es Strahil Veselinov Kavalenov.

## Territorio y organización

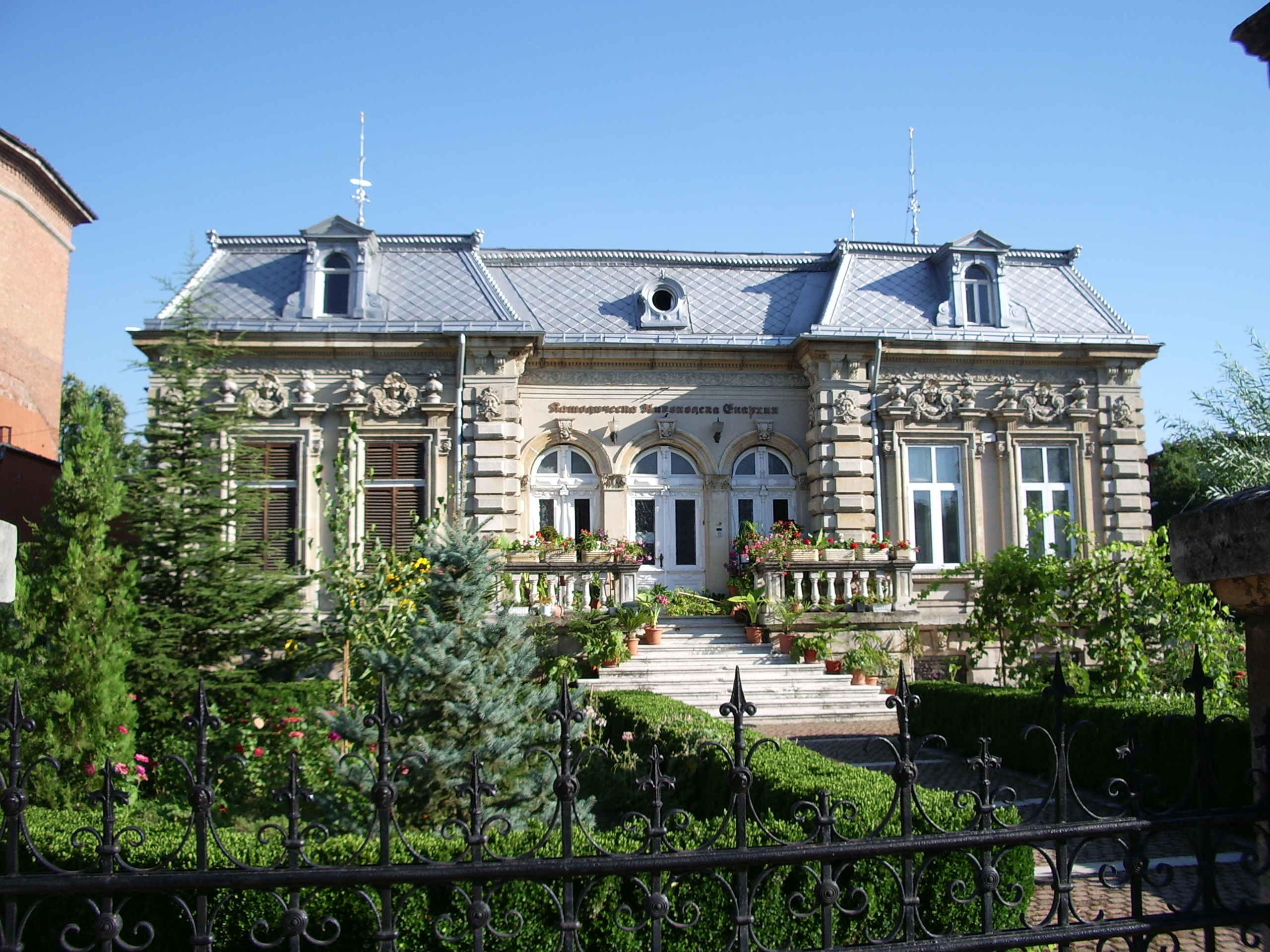
Edificio de la diócesis de Nikópol en Ruse

La diócesis tiene 43 241 km² y extiende su jurisdicción sobre los fieles católicos de rito latino residentes en las provincias de: Vidin, Montana, Vratsa, Pleven, Lovech, Gabrovo, Veliko Tarnovo, Targóvishte, Ruse, Razgrad, Silistra, Dobrich, Shumen y Varna. 
La sede de la diócesis se encuentra en la ciudad de Ruse, en donde se halla la Catedral de San Pablo de la Cruz. El nombre de la diócesis proviene de la actual ciudad de Nikópol, donde a principios del siglo XVI se encontraban la mayor parte de los fieles católicos y misioneros.
En 2023 en la diócesis existían 21 parroquias.

## Historia

### Antecedentes
Nicópolis del Yantra, identificable con Stari-Nicup (pueblo a 20 km al norte de Veliko Tárnovo) fue fundada por el emperador Trajano en el siglo II en la provincia romana de Mesia Segunda. La ciudad fue sede episcopal al menos desde principios del siglo V y era sufragánea del metropolitanato de Marcianópolis. Fue destruida por las invasiones bárbaras en 590 y nunca reconstruida. En 629 el emperador Heraclio I fundó la nueva Nicopoli ad Istrum a orillas del río Danubio, la actual Nikópol. El área perteneció a la jurisdicción de la diócesis de Roma hasta 733, cuando fue anexada al patriarcado de Constantinopla. En el siglo IX Nikópol fue incorporada al Primer Imperio búlgaro y en 1395 pasó al Imperio otomano. El 25 de septiembre de 1396 se produjo allí la Batalla de Nicópolis, en la que los otomanos derrotaron a un ejército cruzado formado por húngaros, válacos y franceses.
Los misioneros franciscanos de la provincia de la orden de Bosnia llegaron a Bulgaria a principios del siglo XVII. En 1624 formaron una provincia independiente, con el nombre de custodia Bulgariae.

### Diócesis bajo dominio otomano
La diócesis fue erigida en 1648 por el papa Inocencio X como sufragánea de la arquidiócesis de Sofía (hoy diócesis de Sofía y Filipópolis), que sólo unos años antes había sido elevada a sede metropolitana dentro del eyalato de Rumelia en el Imperio otomano. Desde el mismo año los obispos de Nikópol fueron nombrados administradores apostólicos del vicariato apostólico de Valaquia hasta el 27 de abril de 1883, cuando se erigió la arquidiócesis de Bucarest. En esos momentos se producía la conversión de los paulicianos de Bulgaria al catolicismo de rito latino.
A consecuencia de la captura de Belgrado por el Imperio austríaco, en 1688 se produjo el Levantamiento de Chiprovtsi contra los otomanos, liderado por los católicos latinos. Chiprovtsi fue completamente destruida por las fuerzas otomanas y el levantamiento finalizó con la emigración principalmente hacia Valaquia y las áreas dominadas por los cristianos del oeste y el norte de Bulgaria y el Banato. Los otomanos destruyeron la mayoría de las estaciones misioneras católicas y mataron a muchos fieles del rito latino. Incluso el obispo de Nikópol, Anton Stefanov, tuvo que huir y abandonar Bulgaria, como la mayoría de los franciscanos. Después del levantamiento hasta finales del siglo XVII, solo había dos clérigos en la diócesis de Nikópol. En las décadas siguientes la sede quedó vacante y la obra de evangelización también sufrió un severo paro. En 1717 la diócesis contaba con unos 800 católicos y el obispo residía en el pueblo de Bélene, uno de los poquísimos pueblos habitados casi en su totalidad por católicos de la rito latino.
Debido a la persecución de los otomanos en 1737, el obispo Nikola Stanislavič, que residía en Craiova en ese momento, se mudó con 300 familias de su diócesis al Banato, en donde en 1739 fue nombrado obispo con sede en Timisoara. En 1752 la diócesis no tenía iglesias y los aproximadamente 300 fieles católicos fueron confiados al cuidado de tres misioneros de Ragusa. La residencia de los obispos de Nikópol estaba en la ciudad de Bucarest, en donde permaneció hasta 1883. En 1753 llegaron los Misioneros de San Juan Bautista, que también tuvieron que abandonar la misión diez años después. En 1758, cuando la arquidiócesis de Sofía fue reducida a un vicariato apostólico, la diócesis de Nikópol quedó inmediatamente sujeta a la Santa Sede.
Hacia finales del siglo XVIII son los pasionistas quienes llegaron a la diócesis, pero sólo a partir de 1805, con el nombramiento de Francesco Maria Ferreri como obispo, pudieron trabajar en las misiones con efectos duraderos. Durante la guerra ruso-turca (1806-1812) el obispo Ferreri se vio obligado en 1809 a trasladarse con gran parte de los fieles a Valaquia, buscando la salvación debido al descontrol y pillaje del ejército ruso. En el siglo XIX el Gobierno otomano permitió la construcción de nuevas iglesias, que aún en 1848 eran sólo tres.

### Diócesis bajo Bulgaria independiente
En 1878 fue establecido el Principado autónomo de Bulgaria luego de la guerra ruso-turca (1877-1878), siendo Nikópol ocupada por las tropas del Imperio ruso en 1877. Ippolito Agosto fue ordenado obispo de la diócesis de Nikópol el 3 de mayo de 1883 y fundó nuevas parroquias en cinco pueblos: Bardarski Geran, Asenovo, Bregare, Gostilya y Dragomirovo, con colonos del Banato que regresaron a Bulgaria después de la liberación. Fundó además un seminario en Ruse.
Por decreto del 19 de mayo de 1883 de la Congregación de Propaganda Fide la prefectura apostólica de Trebisonda cedió la ciudad de Varna a la diócesis de Nikópol.
El 5 de octubre de 1908 el Reino de Bulgaria se independizó formalmente del Imperio otomano, por lo que los católicos de Bulgaria volvieron a quedar dentro de un Estado cristiano finalizando la tutela musulmana. 

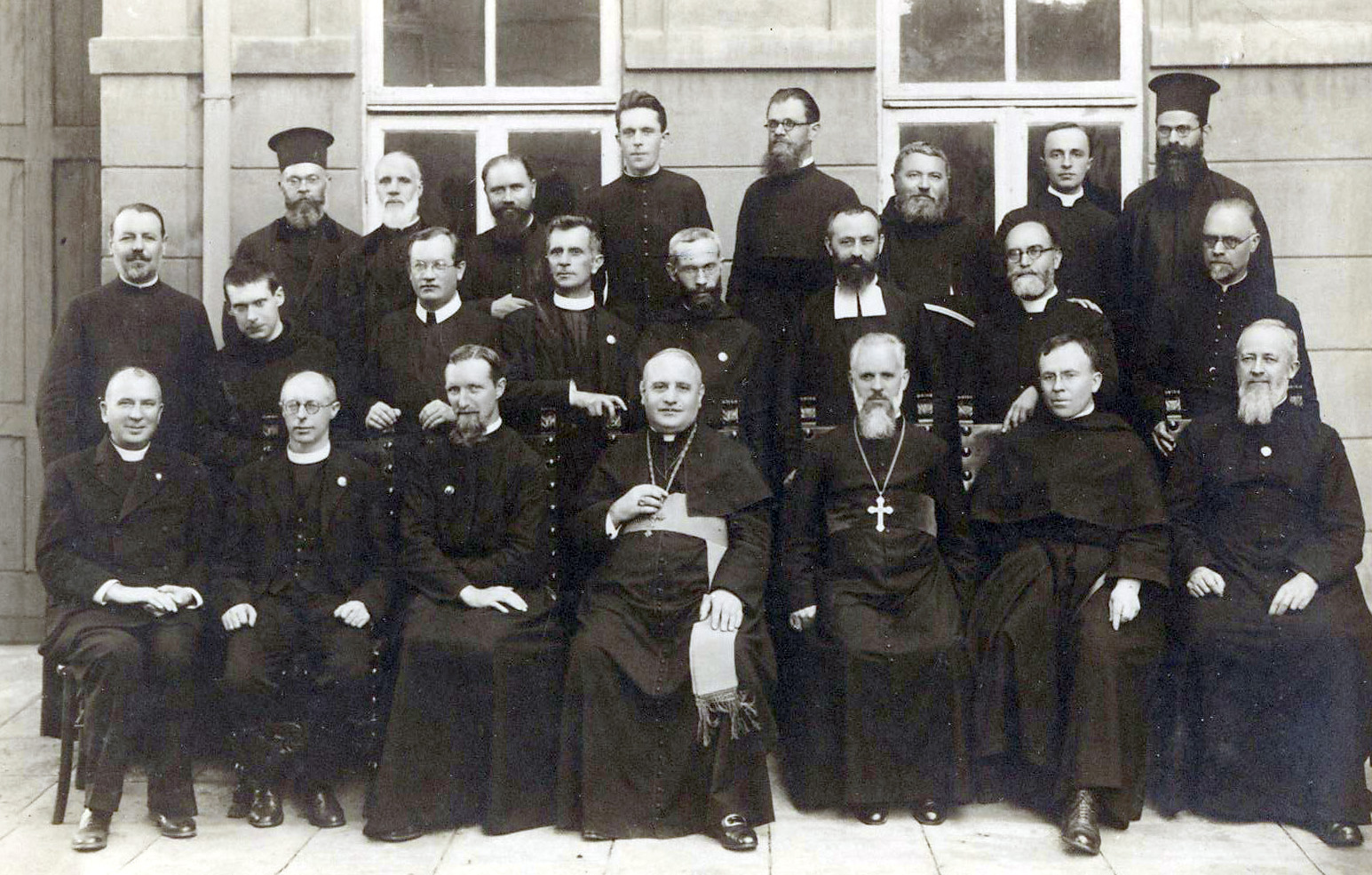
El futuro papa Juan XXIII con sacerdotes de la diócesis de Nikópol en Ruse, 1930

En 1946 fue establecida la República Popular de Bulgaria y se produjo la expropiación de propiedades católicas por el gobierno comunista, el impedimento de la comunicación de los católicos búlgaros con la Santa Sede y los juicios contra los sacerdotes católicos. El 11 de noviembre de 1952 el obispo Eugenio Bossilkov fue fusilado por las autoridades comunistas acusado de participar en una "organización católica de espionaje en Bulgaria" durante los llamados juicios católicos, que se realizaron contra obispos, sacerdotes, monjes y laicos católicos a principios de la década de 1950. Como resultado de los juicios, también fueron fusilados los sacerdotes: Yosif Tonchev, Kamen Vichev Yonkov, Pavel Yozov Dzhizhov, Yosaphat Andreev Shishkov, el obispo Ivan Romanov (vicario apostólico de Sofía y Plovdiv) y el médico Petko Momchilov. La diócesis quedó vacante hasta que tras el relajamiento de la persecución contra los católicos en Bulgaria se hizo posible que el papa Pablo VI nombrara a Vasco Seirekov el 22 de julio de 1975 como obispo de Nikópol.
El 15 de marzo de 1998, el obispo Eugenio Bossilkov, mártir durante el comunismo, fue beatificado por el papa Juan Pablo II.

## Estadísticas
Según el Anuario Pontificio 2024 la diócesis tenía a fines de 2023 un total de 25 000 fieles bautizados.
| Año                                                                             | Población            | Población | Población      | Sacerdotes | Sacerdotes    | Sacerdotes    | Bautizados por sacerdote | Diáconos permanentes | Religiosos | Religiosos | Parroquias |
| Año                                                                             | Bautizados católicos | Total     | % de católicos | Total      | Clero secular | Clero regular | Bautizados por sacerdote | Diáconos permanentes | Varones    | Mujeres    | Parroquias |
| ------------------------------------------------------------------------------- | -------------------- | --------- | -------------- | ---------- | ------------- | ------------- | ------------------------ | -------------------- | ---------- | ---------- | ---------- |
| 1950                                                                            | 21 892               | 2 861 326 | 0.8            | 24         | 1             | 23            | 912                      |                      | 4          | 113        | 19         |
| 1968                                                                            | 20 000               | 8 000     | 0.3            | 11         |               | 11            | 1818                     |                      | 4          | 113        | 12         |
| 1987                                                                            | 20 000               | 3 450 000 | 0.6            | 17         | 11            | 6             | 1176                     |                      | 10         | 11         | 13         |
| 1999                                                                            | 30 000               | 4 000     | 0.8            | 12         | 2             | 10            | 2500                     |                      | 11         | 19         | 17         |
| 2000                                                                            | 30 000               | 4 000     | 0.8            | 9          | 2             | 7             | 3333                     |                      | 8          | 24         | 18         |
| 2001                                                                            | 30 000               | 3 500 000 | 0.9            | 8          | 2             | 6             | 3750                     |                      | 7          | 24         | 18         |
| 2002                                                                            | 30 000               | 3 000     | 1.0            | 9          | 2             | 7             | 3333                     |                      | 7          | 23         | 18         |
| 2003                                                                            | 30 000               | 3 000     | 1.0            | 9          | 2             | 7             | 3333                     |                      | 7          | 22         | 18         |
| 2004                                                                            | 30 000               | 3 000     | 1.0            | 10         | 2             | 8             | 3000                     |                      | 9          | 25         | 19         |
| 2013                                                                            | 30 000               | 2 971 000 | 1.0            | 15         | 5             | 10            | 2000                     |                      | 10         | 21         | 20         |
| 2016                                                                            | 30 000               | 2 936 000 | 1.0            | 16         | 5             | 11            | 1875                     | 1                    | 13         | 20         | 21         |
| 2019                                                                            | 25 000               | 2 500 000 | 1.0            | 15         | 5             | 10            | 1666                     | 1                    | 10         | 16         | 21         |
| 2021                                                                            | 25 000               | 2 500 000 | 1.0            | 13         | 4             | 9             | 1923                     |                      | 10         | 12         | 21         |
| 2023                                                                            | 25 000               | 2 500 000 | 1.0            | 13         | 4             | 9             | 1923                     |                      | 10         | 12         | 21         |
| Fuente: Catholic-Hierarchy, que a su vez toma los datos del Anuario Pontificio. |                      |           |                |            |               |               |                          |                      |            |            |            |

## Episcopologio

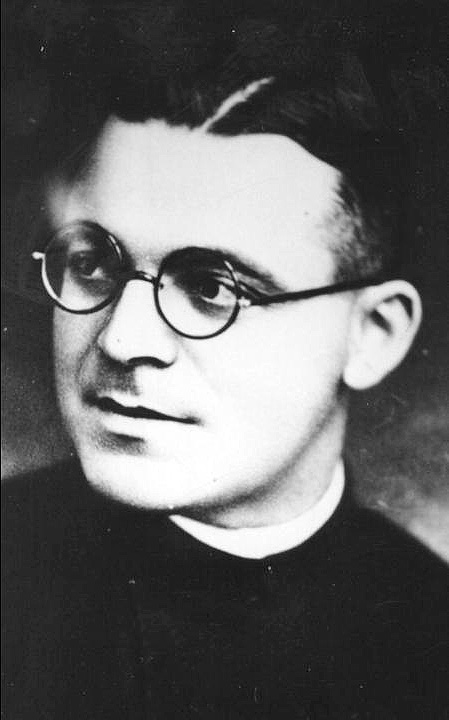
Beato Eugenio Bossilkov, martirizado por el comunismo búlgaro

- Filip Stanislavov † (6 de julio de 1648-26 de noviembre de 1663 suspendido)
  - Francisk Sojmirovič † (26 de noviembre de 1663-17 de mayo de 1673 renunció) (administrador apostólico)[6]
- Filip Stanislavov † (17 de mayo de 1673-1674 falleció) (por segunda vez)
- Anton Stefanov, O.F.M. † (10 de mayo de 1677-1692)
  - Sede vacante (1692-1717)
- Marko Andrassy † (10 de mayo de 1717-20 de diciembre de 1723 nombrado arzobispo de Sofía)
- Baltazar Lieski † (1724-?)
- Nikola Stanislavič, O.F.M. † (11 de junio de 1725-30 de septiembre de 1740 nombrado obispo de Csanád)
  - Sede vacante (1740-1743)
- Anton Bečić † (23 de septiembre de 1743-1 de marzo de 1752 renunció)
- Nicolò Pugliesi † (18 de diciembre de 1752-6 de abril de 1767 nombrado arzobispo de Ragusa)
- Sebastiano Canepa, Batt. † (1 de junio de 1767-febrero de 1769 falleció)
- Giacomo Antonio Riccardini, O.F.M.Conv. † (4 de marzo de 1771-18 de septiembre de 1775 renunció)
- Pavel Duvanlija † (16 de octubre de 1776-6 de julio de 1804 falleció)
- Francesco Maria Ferreri, C.P. † (20 de septiembre de 1805-3 de noviembre de 1813[7] falleció)
- Fortunato Maria Ercolani, C.P. † (27 de mayo de 1815-19 de abril de 1822 nombrado obispo de Civita Castellana, Orte y Gallese)
  - Sede vacante (1822-1825)
- Giuseppe Molajoni, C.P. † (23 de septiembre de 1825-12 de julio de 1847 renunció)
- Angelo Parsi, C.P. † (22 de julio de 1847-24 de febrero de 1863 falleció[8])
- Antonio Giuseppe Pluym, C.P. † (15 de septiembre de 1863-1 de marzo de 1870 renunció[nota 1])
- Ignazio Paoli, C.P. † (19 de agosto de 1870-27 de abril de 1883 nombrado arzobispo de Bucarest)
- Ippolito Agosto, C.P. † (27 de abril de 1883-3 de diciembre de 1893[9] falleció)
- Henri Doulcet, C.P. † (7 de enero de 1895-31 de marzo de 1913 renunció[nota 2])
- Leonhard Alois von Baumbach, C.P. † (31 de marzo de 1913 por sucesión-13 de mayo de 1915 renunció[nota 3])
- Damian Johannes Theelen, C.P. † (21 de mayo de 1915-6 de agosto de 1946 falleció)
- Beato Vikentij Evgenij Bosilkov, C.P. † (26 de julio de 1947-11 de noviembre de 1952 falleció)
  - Sede vacante (1952-1975)
- Vasco Seirekov † (22 de julio de 1975-4 de enero de 1977 falleció)
- Samuel Seraphimov Djoundrine, A.A. † (14 de diciembre de 1978-28 de junio de 1994 retirado)
- Petko Jordanov Christov, O.F.M.Conv. † (18 de octubre de 1994-14 de septiembre de 2020 falleció)
- Strahil Veselinov Kavalenov, desde el 20 de enero de 2021[nota 4]